# James McClelland (Psychologe)

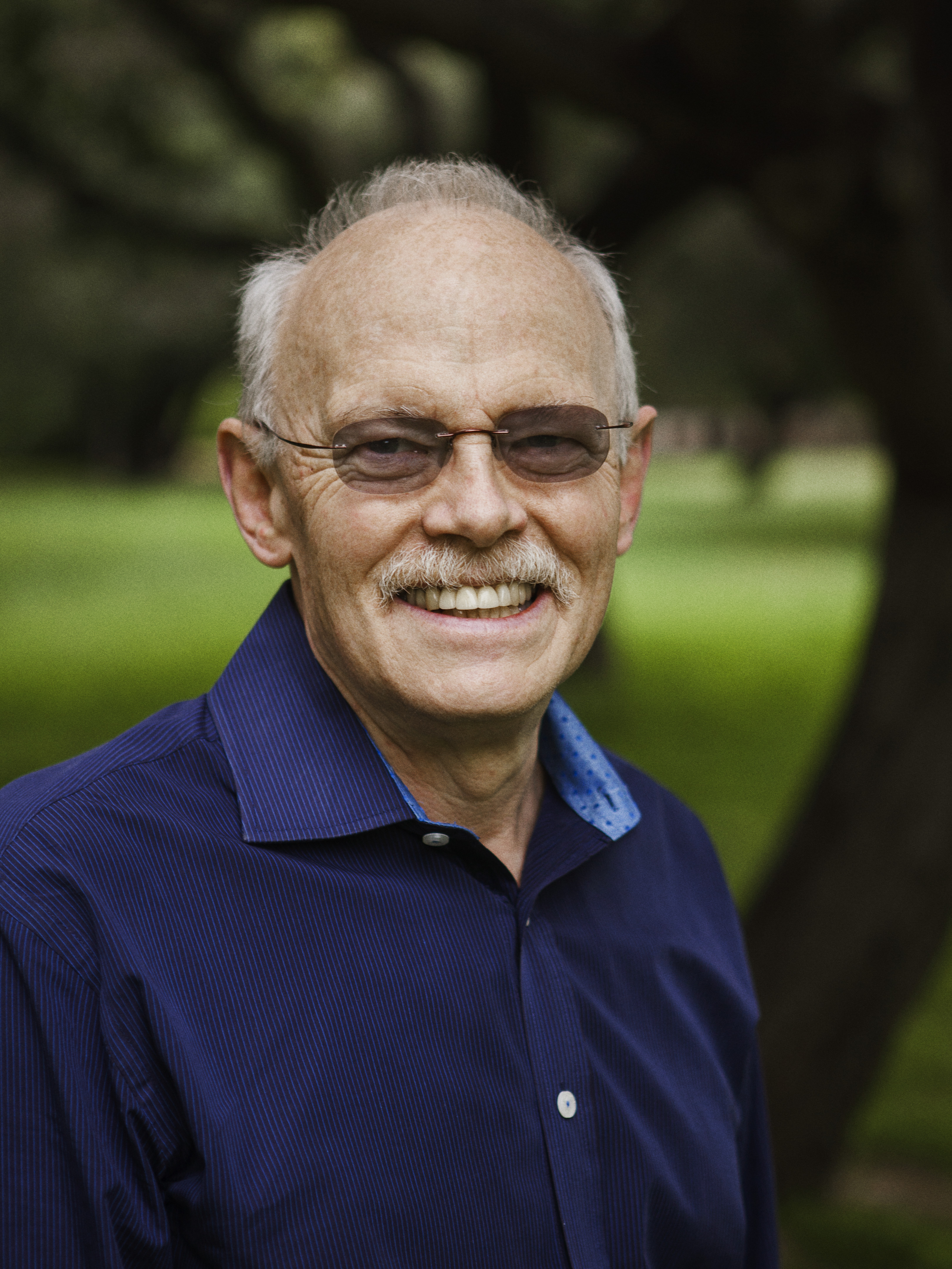

James Lloyd „Jay“ McClelland (* 1. Dezember 1948 in Cambridge (Massachusetts))  ist ein US-amerikanischer Psychologe, der in den 1980er Jahren eine treibende Kraft in den Kognitionswissenschaften war (Konnektionismus, Parallel Distributed Processing).

## Leben und Wirken
McClelland studierte Psychologie an der Columbia University (Bachelor 1970) und wurde 1975 mit einer Arbeit in Kognitionspsychologie an der University of Pennsylvania promoviert. Er war ab 1974 Assistant Professor und ab 1980 Associate Professor an der University of California, San Diego (UCSD), wo er mit David Rumelhart zusammenarbeitete. 1982 bis 1984 war er auch Gastwissenschaftler an der Harvard University und dem Massachusetts Institute of Technology. Ab 1984 war er Associate Professor und ab 1985 Professor für Psychologie  an der Carnegie Mellon University, wo er ab 1987 auch gleichzeitig in der Fakultät für Informatik war (sowie ab 2000 in der Fakultät in Biologie) und 1989/1990 der Psychologie Fakultät vorstand. Ab 2001 war er dort University Professor und ab 2002 Walter Van Dyke Bingham Professor in Psychology and Cognitive Neuroscience. 1995 bis 2006 war er auch Adjunct Professor in der Fakultät für Neurowissenschaften der University of Pittsburgh.  Er ist seit 2006 Lucie Stern Professor in Social Sciences an der Stanford University und Vorstand der Fakultät für Psychologie. Er ist dort Direktor des Center of Mind, Brain and Computation:
Anfang der 1980er Jahre entwickelte er mit David Rumelhart und anderen Computerprogramme, die auf neuronalen Netzen basierend Prozesse bei der Objekt-Wahrnehmung und beim Lernen simulierten. Das Buch Parallel Distributed Processing mit Rumelhart und der PDP Research Group von 1986 war sehr einflussreich.
1991/2 war er Präsident der Cognitive Science Society. 2010/2011 war er Präsident der Federation of Associations in the Behavioral and Brain Sciences. Er war Herausgeber von Cognitive Science.

## Auszeichnungen (Auswahl)
1993 erhielt McClelland die Warren-Medaille der Society of Experimental Psychologists, 2001 den Grawemeyer Award in Psychology, 2002 den IEEE Neural Network Pioneer Award und 2005 den Mind-Brain-Prize der Universität Turin. 2005 wurde er Ehrendoktor der Freien Universität Brüssel, 2010 erhielt er den Rumelhart-Preis und 2014 sowohl den NAS Prize in Psychological and Cognitive Sciences als auch den A.H.-Heineken-Preis für Kognitionswissenschaft.
Er ist Mitglied (Fellow) der American Association for the Advancement of Science (1993), der American Psychological Society (1996), der National Academy of Sciences (2001), der American Philosophical Society (2008) und der British Academy (2017).

## Schriften (Auswahl)
- mit David E. Rumelhart und der PDP[3] Research Group: Parallel distributed processing. Explorations in the microstructure of cognition. 2 Bände (Bd. 1: Foundations. Bd. 2: Psychological and biological models.). MIT Press, Cambridge MA u. a. 1986, ISBN 0-262-18123-1.
- Rumelhart, D. E., Hinton, G. E., & McClelland, J. L. (1986): A general framework for parallel distributed processing. Parallel distributed processing: Explorations in the microstructure of cognition, 1(45-76), 26.
- mit David E. Rumelhart: Explorations in parallel distributed processing. A handbook of models, programs, and exercises. MIT Press, Cambridge MA u. a. 1988, ISBN 0-262-63113-X.
- mit Timothy T. Rogers: Semantic cognition. A parallel distributed processing Approach. MIT Press, Cambridge MA u. a. 2004, ISBN 0-262-18239-4.